# Crinis
Crinis (em grego:  Κρὶνις) foi um filósofo estóico. Não é certo quando ele viveu, embora uma linha nos Discursos de Epicteto sugira que ele viveu na época de Arquedemo (século II a.C.) ou depois disso:
Vá agora e leia Arquedemo; então, se um rato pular e fizer barulho, serás um homem morto. Pois tal morte espera por você — qual era o nome do homem? — Crinis; e ele também estava orgulhoso, porque ele entendia Arquedemo.
Ele era interessado por Lógica e escreveu um livro chamado Arte Dialética, (em grego:  διαλεκτικὴ τέχνη), do qual Diógenes Laércio cita:
Um argumento, segundo Crinis, é aquele composto de um lema ou premissa maior, uma suposição ou premissa menor e uma conclusão; como este,
"Se é dia, está claro;"
"É dia, portanto está claro."
O lema, ou premissa principal, é: "Se é dia, está claro."
A suposição, ou premissa menor, é: "É dia."
A conclusão segue: "Portanto, está claro."